# Monopis coniodina
Monopis coniodina är en fjärilsart som beskrevs av Edward Meyrick 1931. Monopis coniodina ingår i släktet Monopis och familjen äkta malar. Inga underarter finns listade i Catalogue of Life.